# Vrickning

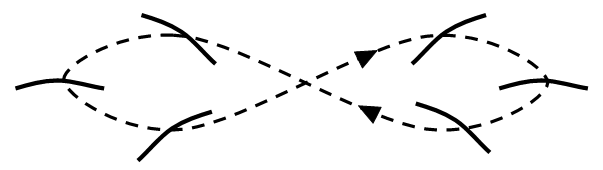
Teknik för vrickning med en åra.

Vrickning är ett sätt att framföra en båt med hjälp av endast en åra. Ett vardagligt namn för vrickning är att "ro enkelåra".[källa behövs]
Vid vrickning ligger åran i ett urtag eller en klyka i båtens akterskepp. Årbladet förs då fram och tillbaka genom vattnet, samtidigt som det vrds, vilket ger båten en framåtgående rörelse. Det ger roddaren en fri hand för att lägga nät eller långrev, eller ta i land en tamp från en skuta eller större båt.
Utmed Sveriges kuster har vrickning mest kommit till användning på västkusten eller i någon trång farled som till exempel å där det inte finns plats för att ro en båt. Vrickeka är en båt som används på detta sätt. Ett annat sådant sammanhang är de ofta trånga kanalerna i Venedig, där gondoler framförs med hjälp av vrickning.
Vissa kustfolk i Sydostasien använder sig företrädesvis av vrickning, och visar ofta stor skicklighet i att manövrera åran.